# Osborne (Schiff)
Die Osborne, regelmäßig mit dem Präfix HMY (Her Majesty Yacht) bezeichnet, war ein Radschaufeldampfer, der der Britischen Regierung gehörte und von der Royal Navy betrieben wurde.

## Das Schiff
Entworfen von Edward James Reed wurde sie in auf der Königlichen Werft in Pembroke Dock (Pembroke Royal Dockyard) in Wales gebaut. Ihr Stapellauf erfolgte am 19. Dezember 1870. Sie ersetzte die Yacht gleichen Namens aus dem Jahr 1843. 
Die Osborne hatte eine Wasserverdrängung von 1.850 Tonnen bei einer Länge von 76 m (250 Fuß) und einer  Breite von 11 m (36 Fuß). Die Yacht war wie die gleichzeitig eingesetzte Victoria and Albert eine Staatsyacht des britischen Monarchen und wurde überwiegend für Reisen in ferne Länder genutzt, später für die Überfahrt zum „Osborne House“ auf der Isle of Wight im Ärmelkanal.
Im Jahr 1908 wurde sie ausgemustert.